# Viforcos
Viforcos es una localidad del municipio leonés de Santa Colomba de Somoza, en la Comunidad Autónoma de Castilla y León. 
La iglesia está dedicada a santa Catalina.

## Localidades limítrofes
Confina con las siguientes localidades:
- Al noreste con Veldedo.
- Al sureste con Brazuelo y El Ganso.
- Al suroeste con La Maluenga, Rabanal Viejo y Argañoso.

## Demografía
Evolución de la población
| Gráfica de evolución demográfica de Viforcos entre 2000 y 2017     |
|                                                                    |
| Población de derecho (2000-2017) según el padrón municipal del INE |

## Historia
Así se describe a Viforcos en el tomo XVI del Diccionario geográfico-estadístico-histórico de España y sus posesiones de Ultramar, obra impulsada por Pascual Madoz a mediados del siglo XIX:

Lugar en la provincia de León (10 leguas), partido judicial y diócesis de Astorga (3), audiencia territorial y capitanía general de Valladolid (30), ayuntamiento de Rabanal del Camino. Situado en la parte meridional de la sierra que se halla entre los 2 puertos de Manzanal y Foncebadón; combatido por todos los vientos y con clima sano. Tiene 70 casas; escuela de primeras letras dotada con 120 reales, a que asisten 20 niños; iglesia parroquial (Santa Catalina) con el anejo de Argañoso, servida por un cura; y una ermita (Vera Cruz) en el centro del pueblo. Confina N Brazuelo; E Santibáñez; S Rabanal Viejo y O Argañoso, a 1 ½ legua de distancia el primero y a ¾ los demás. El terreno es pizarroso y flojo; hallándose algún tanto fertilizado por las aguas de un arroyo que atraviesa la población. Los caminos, a excepción del que dirige a Astorga y el Bierzo, son locales y bastante malos, particularmente en tiempo lluvioso; recibe la correspondencia en aquella ciudad cada interesado de por sí. Producciones: centeno, patatas y yerbas; cría ganado vacuno y lanar, y mucha caza de perdices. Población: 70 vecinos, 190 almas. Contribución con el ayuntamiento.
Diccionario geográfico-estadístico-histórico de España y sus posesiones de Ultramar